# Hojo Tokiyori

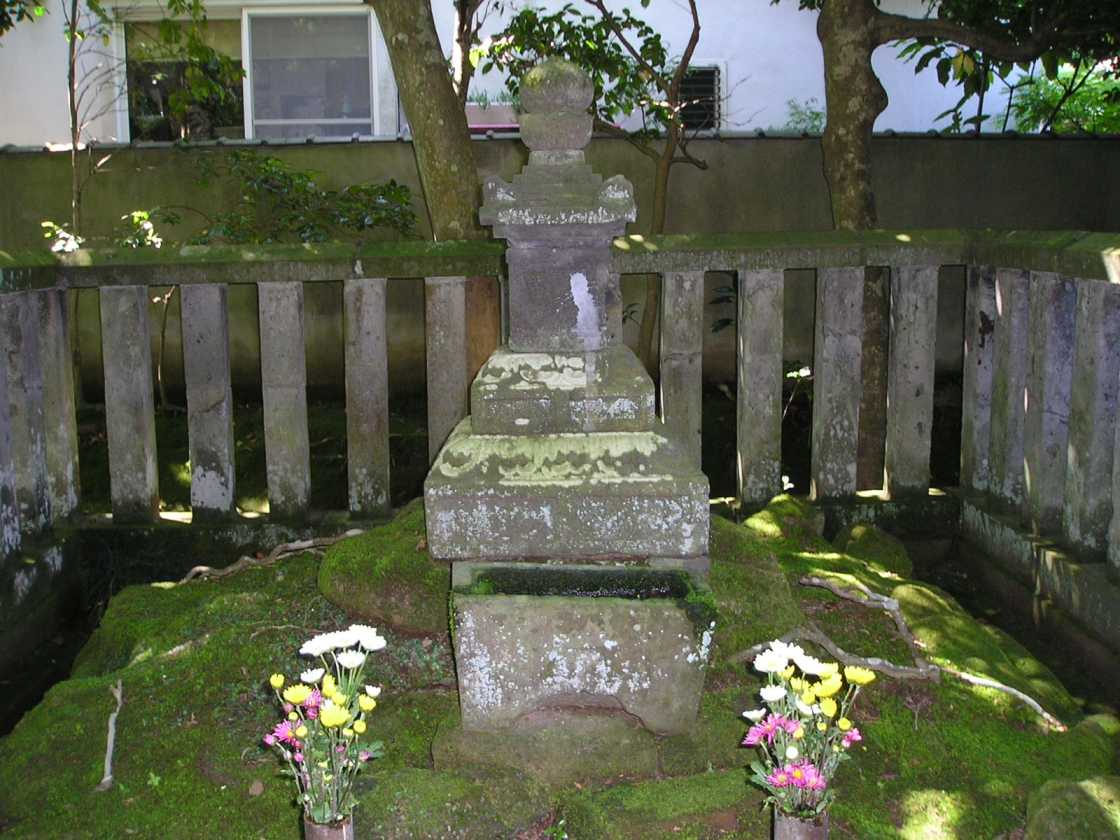
Het graf van Hojo Tokiyor.

Hojo Tokiyori (Japans: 北条時頼) (1227 - 1263) van de Hojo-clan was de vijfde shikken (regent) van het Japanse Kamakura-shogunaat en heerste van 1246 tot 1256. Zijn vader was Hojo Tokiuji en zijn moeder een dochter van Adachi Kagemori.
In 1246 werd Tokiyori shikken na de dood van zijn broer Tsunetoki. Onmiddellijk na de opvolging onderdrukte hij een plot van voormalig shogun Kujo Yoritsune en Nagoe Mitsutoki, een verwant van Tokiyori. Het jaar daarop liet hij Adachi Kagemori de machtige Miura-clan verslaan in de slag bij Hochi. Hij riep de ervaren broer van zijn grootvader, Hojo Shigetoki, terug uit Kioto en stelde hem aan als rensho. In 1252 verving hij shogun Kujo Yoritsugu door prins Munetaka. Hij creëerde op deze manier een stevige machtsbasis.
Hij wordt geprezen om zijn vaardigheden qua administratie. Hij werkte aan hervormingen door verschillende regels in te voeren. Hij verminderde de inzet van vazallen voor de bewaking van Kyoto en arbitreerde bij de groeiende hoeveelheid onenigheden over landbezit tussen zijn vazallen. In 1249 zette hij het juridische systeem van de Hikitsuke (een soort hooggerechtshof) in werking.
In 1252 begon hij besluiten te nemen in achterkamertjes in plaats van ze voor te leggen bij de Hyojo (評定), de raad van het shogunaat. In 1256 werd hij een boeddhistische priester. Hij werd als shikken opgevolgd door Hojo Nagatoki, een zoon van Shigetoki. Zijn jonge zoontje Tokimune volgde hem op als tokuso, hoofd van de Hojo-clan. Hiermee werd voor het eerst de positie van shikken gescheiden van die van tokuso en werd de macht in Japan effectief verplaatst van de shikken naar de tokuso. De facto bleef Tokiyori ook na zijn aftreden regeren.
Er zijn legendes die vertellen dat Tokiyori incognito door Japan om de echte situatie te observeren en de situatie van mensen te verbeteren. Tokuyori stierf in 1263.